# Karl Braunstorfer

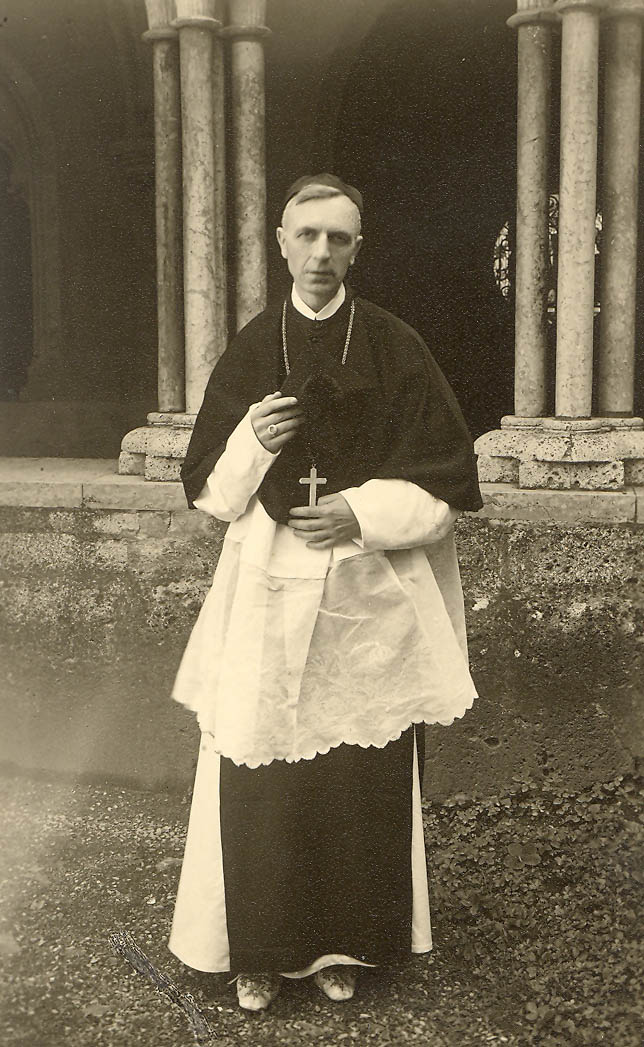
Abt Karl am Tag seiner Abtsbenediktion, 1945

Karl Braunstorfer OCist (* 3. Mai 1895 in Katzelsdorf, Niederösterreich als Heinrich Braunstorfer; † 20. September 1978 in Heiligenkreuz, Niederösterreich) war der 64. Abt des Stiftes Heiligenkreuz.

## Leben
Heinrich Braunstorfer entstammte einer Bauernfamilie, trat am 22. August 1914 in das Stift Heiligenkreuz ein und nahm den Ordensnamen Karl an. Am 15. September 1918 weihte ihn der in Heiligenkreuz internierte Trienter Bischof Celestino Endrici zum Subdiakon. Durch Weihbischof Josef Pfluger empfing er am 24. Februar 1919 die Priesterweihe. Im selben Jahr wurde er zum Novizenmeister bestellt; er hatte das Amt bis 1939 inne. Seit dem 23. Dezember 1933 war er Prior; am 9. August 1945 wählten ihn die Mitbrüder in Nachfolge von Gregor Pöck zum Abt. Ebenso wurde er 1945 Abtpräses der Österreichischen Zisterzienserkongregation. Am 10. August 1945 empfing er durch Kardinal Theodor Innitzer die Abtsweihe.
Seine Amtszeit in Heiligenkreuz widmete er dem Wiederaufbau nach dem Krieg und der Vertiefung des monastischen Lebens: Gloriari in Cruce Domini Nostri Jesu Christi war sein Wahlspruch („wir rühmen uns im Kreuze unseres Herrn Jesus Christus“). Er nahm als Konzilsvater am Zweiten Vatikanischen Konzil teil, trat am Fest Kreuzerhöhung (14. September) 1969 als Abt zurück und widmete sich der Ausgabe eines neuen (lateinischen) Zisterzienserbreviers gemäß der Liturgiereform des Zweiten Vatikanums. Er starb am 20. September 1978. Begraben liegt er am Konventsfriedhof neben der Stiftskirche.

### Seligsprechung
Braunstorfer gehört zu den prägenden Gestalten in der Geschichte des Stiftes Heiligenkreuz und ist einer der bedeutenden Zisterzienser des 20. Jahrhunderts. Im Frühling 2003 beschloss die Österreichische Bischofskonferenz, ein Seligsprechungsverfahren einzuleiten. Am 15. November 2008 hat Kardinal Schönborn das diözesane Seligsprechungsverfahren eröffnet. Postulator ist P. Ludwig Maria Trenker. Der Senat besteht aus Andreas Lotz, Johannes Salzl und Anton Bruck OFM. Besonders angemerkt wird sein vorbildhaftes Verhalten während des Zweiten Weltkriegs und seine Umsetzung der Lehren des Zweiten Vatikanischen Konzils.

## Auszeichnungen
- 1965: Großes Silbernes Ehrenzeichen für Verdienste um die Republik Österreich[5]